# 루카 매그노타

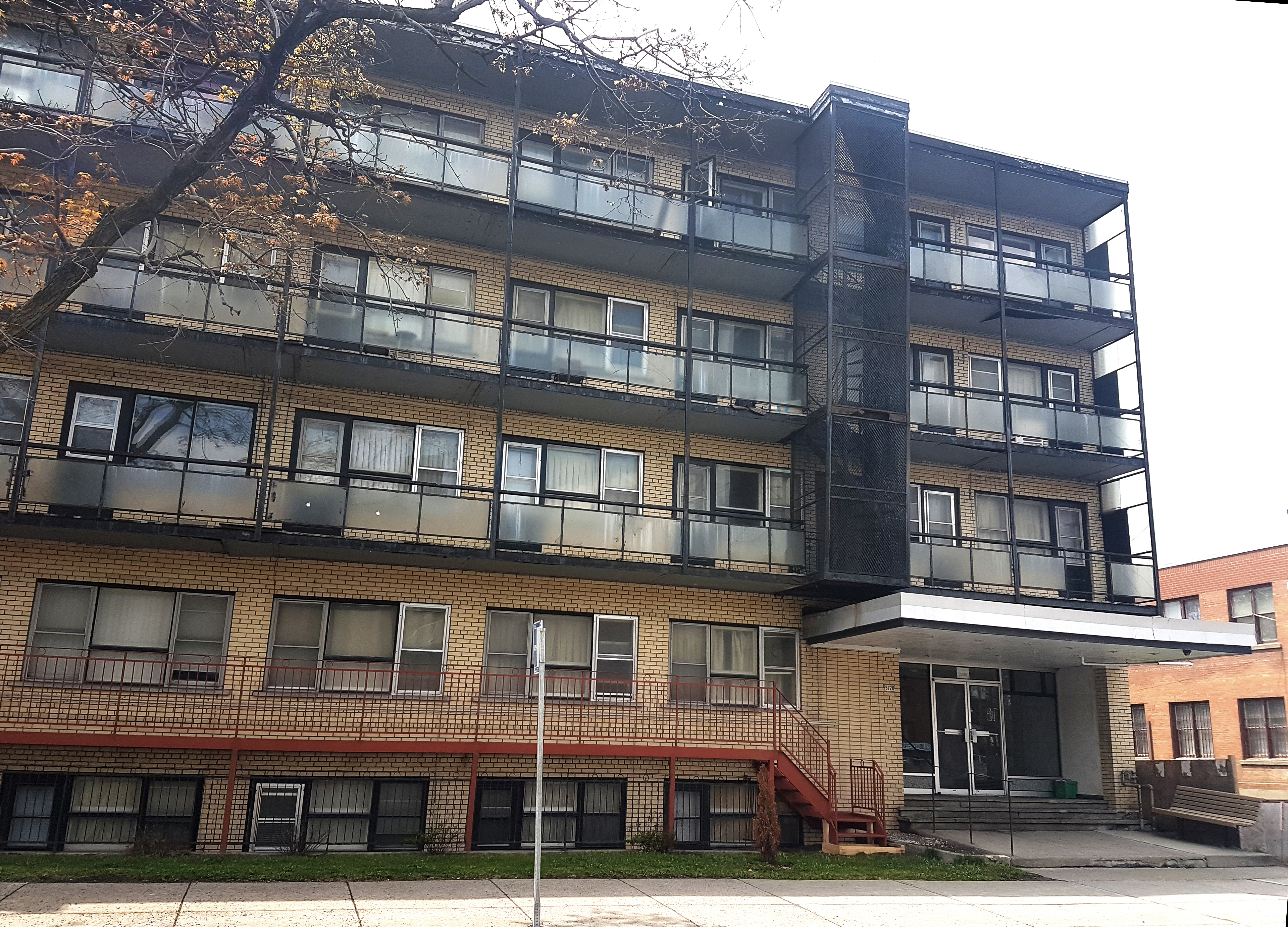

루카 로코 매그노타(Luka Rocco Magnotta, 1982년 7월 24일 ~ )는 캐나다의 살인자이다. 중국 유학생 린준(林俊, 1978년 12월 30일 ~ 2012년 5월)을 살인하였다. 원래 이름은 에릭 클린턴 커크 뉴먼(Eric Clinton Kirk Newman)이며, 2006년 8월 법적으로 개명을 하였다.